# John Galliquio
John Galliquio (Pisco, 12 de enero de 1979) es un futbolista peruano. Juega de defensa y su equipo actual es Deportivo Zúñiga que participa en la Copa Perú. Tiene 46 años.

## Trayectoria
Comenzó su carrera en las divisiones menores del Club Universitario de Deportes. En el año 2000 fue ascendido al primer equipo de la «U», debutando oficialmente en la primera división el 6 de febrero en el empate 0-0 ante el F. B. C. Melgar. Ese mismo año ganó la Primera División del Perú. En 2002 ganó el Torneo Apertura logrando así clasificar a la Copa Libertadores 2003.
A mediados de ese año fue transferido al Cruz Azul Hidalgo. En México jugó con su compatriota Ysrael Zúñiga, su primer semestre fue muy bueno ya que llegó a clasificar a las liguillas finales, luego pasaría al Racing Club. En 2004 regresó al equipo crema, del que partió en 2005 para jugar un año en la Universidad de San Martín de Porres.
Al año siguiente regresó a Universitario, pero luego de unos meses fue transferido al Dinamo de Bucarest de Rumania, participando así en la fase previa de la Liga de Campeones de la UEFA 2007-08. En enero de 2009 regresó nuevamente a Universitario de Deportes. Ese mismo año completó uno de sus mejores años como profesional junto a su compañero Carlos Galván fueron considerados como los mejores centrales del Campeonato Descentralizado 2009, saliendo campeón y clasificando a la Copa Libertadores 2010 donde llegó hasta los octavos de final perdiendo por penales y sin perder ningún partido.

## Selección nacional
Ha sido internacional con la selección de fútbol del Perú en 41 ocasiones y ha marcado un gol. Su debut se produjo el 30 de marzo de 2003, en un encuentro ante la selección de Chile que finalizó con marcador de 2-0 a favor de los chilenos. En octubre de 2010, luego de la derrota de la blanquirroja ante Panamá por 1-0 Galliquio junto con Jefferson Farfán, y Reimond Manco abandonaron la concentración y fueron vistos a las 4:30 de la mañana, acompañados de una mujer y dirigiéndose hacia el Veneto Casino.
Tras las investigaciones realizadas el técnico declaró que los tres futbolistas no serían tomados en cuenta para las próximas convocatorias de la selección. Sin embargo el 18 de abril de 2011, Markarián decidió levantar la sanción para que los tres futbolistas puedan volver a ser convocados. El 22 de marzo de 2012, Galliquio marcó su primer tanto con la selección en la derrota por 3-1 frente a Chile por la Copa del Pacífico.

### Participaciones en Copa América
| Copa              | Sede      | Resultado        | Partidos | Goles |
| ----------------- | --------- | ---------------- | -------- | ----- |
| Copa América 2007 | Venezuela | Cuartos de final | 4        | 0     |

## Estadísticas

### Clubes
| Club                             | Temporada           | Liga | Liga | Copas Nacionales * | Copas Nacionales * | Copas Internacionales ** | Copas Internacionales ** | Total | Total |
| Club                             | Temporada           | PJ   | G    | PJ                 | G                  | PJ                       | G                        | PJ    | G     |
| -------------------------------- | ------------------- | ---- | ---- | ------------------ | ------------------ | ------------------------ | ------------------------ | ----- | ----- |
| Universitario de Deportes · Perú | 2000                | 28   | 0    | 0                  | 0                  | 7                        | 1                        | 35    | 1     |
| Universitario de Deportes · Perú | 2001                | 30   | 0    | 0                  | 0                  | 11                       | 0                        | 41    | 0     |
| Universitario de Deportes · Perú | 2002                | 39   | 0    | 0                  | 0                  | 2                        | 0                        | 41    | 0     |
| Universitario de Deportes · Perú | Total               | 97   | 0    | 0                  | 0                  | 20                       | 1                        | 117   | 1     |
| Cruz Azul Hidalgo · México       | 2002-03             | 0    | 0    | 0                  | 0                  | 1                        | 0                        | 1     | 0     |
| Cruz Azul Hidalgo · México       | Total               | 0    | 0    | 0                  | 0                  | 1                        | 0                        | 1     | 0     |
| Racing Club Argentina            | 2003-04             | 16   | 0    | 0                  | 0                  | 0                        | 0                        | 16    | 0     |
| Racing Club Argentina            | Total               | 16   | 0    | 0                  | 0                  | 0                        | 0                        | 16    | 0     |
| Universitario de Deportes · Perú | 2004                | 31   | 1    | 0                  | 0                  | 0                        | 0                        | 31    | 1     |
| Universitario de Deportes · Perú | 2005                | 19   | 2    | 0                  | 0                  | 0                        | 0                        | 19    | 2     |
| Universitario de Deportes · Perú | Total               | 50   | 3    | 0                  | 0                  | 0                        | 0                        | 50    | 3     |
| Universidad de San Martín · Perú | 2006                | 23   | 0    | 0                  | 0                  | 2                        | 0                        | 25    | 0     |
| Universidad de San Martín · Perú | Total               | 23   | 0    | 0                  | 0                  | 2                        | 0                        | 25    | 0     |
| Universitario de Deportes · Perú | 2007                | 12   | 0    | 0                  | 0                  | 0                        | 0                        | 12    | 0     |
| Universitario de Deportes · Perú | Total               | 12   | 0    | 0                  | 0                  | 0                        | 0                        | 12    | 0     |
| Dinamo de Bucarest · Rumania     | 2007-08             | 8    | 0    | 0                  | 0                  | 2                        | 0                        | 10    | 0     |
| Dinamo de Bucarest · Rumania     | Total               | 8    | 0    | 0                  | 0                  | 2                        | 0                        | 10    | 0     |
| Universitario de Deportes · Perú | 2009                | 33   | 1    | 0                  | 0                  | 6                        | 0                        | 39    | 1     |
| Universitario de Deportes · Perú | 2010                | 32   | 2    | 0                  | 0                  | 6                        | 0                        | 38    | 2     |
| Universitario de Deportes · Perú | 2011                | 19   | 1    | 0                  | 0                  | 5                        | 0                        | 24    | 1     |
| Universitario de Deportes · Perú | 2012                | 39   | 2    | 0                  | 0                  | 0                        | 0                        | 39    | 2     |
| Universitario de Deportes · Perú | 2013                | 23   | 2    | 0                  | 0                  | 0                        | 0                        | 23    | 2     |
| Universitario de Deportes · Perú | Total               | 146  | 8    | 0                  | 0                  | 17                       | 0                        | 163   | 8     |
| León de Huánuco · Perú           | 2014                | 14   | 2    | 8                  | 0                  | 0                        | 0                        | 22    | 2     |
| León de Huánuco · Perú           | Total               | 14   | 2    | 8                  | 0                  | 0                        | 0                        | 22    | 2     |
| F. B. C. Melgar · Perú           | 2015                | 17   | 0    | 7                  | 1                  | 0                        | 0                        | 24    | 1     |
| F. B. C. Melgar · Perú           | Total               | 17   | 0    | 7                  | 1                  | 0                        | 0                        | 24    | 1     |
| Universitario de Deportes · Perú | 2016                | 6    | 1    | 0                  | 0                  | 0                        | 0                        | 6     | 1     |
| Universitario de Deportes · Perú | 2017                | 14   | 1    | 0                  | 0                  | 2                        | 0                        | 16    | 1     |
| Universitario de Deportes · Perú | Total               | 20   | 2    | 0                  | 0                  | 2                        | 0                        | 22    | 2     |
| Serrato Pacasmayo · Perú         | 2018                | 10   | 1    | 0                  | 0                  | 0                        | 0                        | 10    | 1     |
| Serrato Pacasmayo · Perú         | Total               | 10   | 1    | 0                  | 0                  | 0                        | 0                        | 10    | 1     |
| Total en su carrera              | Total en su carrera | 413  | 16   | 15                 | 1                  | 44                       | 1                        | 472   | 18    |

- (*) Torneo del Inca.
- (**) Copa Libertadores de América, Copa Merconorte, Copa Sudamericana, Copa de la UEFA.

### Selección nacional
| \| Fecha \| Ciudad \| Local \| Resultado \| Visitante \| Competencia \| Goles \| \| ---------- \| ----------------- \| ----------- \| --------- \| ---------- \| -------------------------- \| ----- \| \| 30-03-2003 \| Santiago de Chile \| Chile \| 2:0 \| Perú \| Amistoso \| 0 \| \| 30-04-2003 \| Lima \| Perú \| 0:1 \| Paraguay \| Amistoso \| 0 \| \| 11-06-2003 \| East Rutherford \| Ecuador \| 2:2 \| Perú \| Amistoso \| 0 \| \| 26-06-2003 \| Miami \| Perú \| 1:0 \| Venezuela \| Amistoso \| 0 \| \| 02-07-2003 \| San Francisco \| Perú \| 2:1 \| Guatemala \| Amistoso \| 0 \| \| 20-08-2003 \| East Rutherford \| México \| 1:3 \| Perú \| Amistoso \| 0 \| \| 06-09-2003 \| Lima \| Perú \| 4:1 \| Paraguay \| Clasificación Mundial 2006 \| 0 \| \| 09-09-2003 \| Santiago de Chile \| Chile \| 2:1 \| Perú \| Clasificación Mundial 2006 \| 0 \| \| 16-11-2003 \| Lima \| Perú \| 1:1 \| Brasil \| Clasificación Mundial 2006 \| 0 \| \| 19-11-2003 \| Quito \| Ecuador \| 0:0 \| Perú \| Clasificación Mundial 2006 \| 0 \| \| 18-02-2004 \| Barcelona \| España \| 2:1 \| Perú \| Amistoso \| 0 \| \| 31-03-2004 \| Lima \| Perú \| 0:2 \| Colombia \| Clasificación Mundial 2006 \| 0 \| \| 28-04-2004 \| Antofagasta \| Chile \| 1:1 \| Perú \| Amistoso \| 0 \| \| 01-06-2004 \| Montevideo \| Uruguay \| 1:3 \| Perú \| Clasificación Mundial 2006 \| 0 \| \| 30-06-2004 \| East Rutherford \| Argentina \| 2:1 \| Perú \| Amistoso \| 0 \| \| 04-09-2004 \| Lima \| Perú \| 1:3 \| Argentina \| Clasificación Mundial 2006 \| 0 \| \| 10-10-2004 \| La Paz \| Bolivia \| 1:0 \| Perú \| Clasificación Mundial 2006 \| 0 \| \| 13-10-2004 \| Asunción \| Paraguay \| 1:1 \| Perú \| Clasificación Mundial 2006 \| 0 \| \| 09-10-2005 \| Buenos Aires \| Argentina \| 2:0 \| Perú \| Clasificación Mundial 2006 \| 0 \| \| 12-10-2005 \| Tacna \| Perú \| 4:1 \| Bolivia \| Clasificación Mundial 2006 \| 0 \| \| 10-08-2006 \| Lima \| Perú \| 0:2 \| Panamá \| Amistoso \| 0 \| \| 03-06-2007 \| Madrid \| Perú \| 2:1 \| Ecuador \| Amistoso \| 0 \| \| 06-06-2007 \| Barcelona \| Ecuador \| 2:0 \| Perú \| Amistoso \| 0 \| \| 26-06-2007 \| Mérida \| Perú \| 3:0 \| Uruguay \| Copa América 2007 \| 0 \| \| 30-06-2007 \| San Cristóbal \| Venezuela \| 2:0 \| Perú \| Copa América 2007 \| 0 \| \| 03-07-2007 \| Mérida \| Bolivia \| 2:2 \| Perú \| Copa América 2007 \| 0 \| \| 08-07-2007 \| Barquisimeto \| Argentina \| 4:0 \| Perú \| Copa América 2007 \| 0 \| \| 13-10-2007 \| Lima \| Perú \| 0:0 \| Paraguay \| Clasificación Mundial 2010 \| 0 \| \| 16-10-2007 \| Santiago de Chile \| Chile \| 2:0 \| Perú \| Clasificación Mundial 2010 \| 0 \| \| 06-02-2009 \| Los Ángeles \| El Salvador \| 1:0 \| Perú \| Amistoso \| 0 \| \| 18-11-2009 \| Miami Gardens \| Honduras \| 1:2 \| Perú \| Amistoso \| 0 \| \| 04-09-2010 \| Toronto \| Canadá \| 0:2 \| Perú \| Amistoso \| 0 \| \| 07-09-2010 \| Fort Lauderdale \| Jamaica \| 1:2 \| Perú \| Amistoso \| 0 \| \| 12-10-2010 \| Ciudad de Panamá \| Panamá \| 1:0 \| Perú \| Amistoso \| 0 \| \| 08-10-2010 \| Lima \| Perú \| 2:0 \| Costa Rica \| Amistoso \| 0 \| \| 21-03-2012 \| Arica \| Chile \| 3ː1 \| Perú \| Amistoso \| 1 \| \| 11-04-2012 \| Tacna \| Perú \| 0ː3 \| Chile \| Amistoso \| 0 \| \| 23-05-2012 \| Lima \| Perú \| 1ː0 \| Nigeria \| Amistoso \| 0 \| \| 03-06-2012 \| Lima \| Perú \| 0ː1 \| Colombia \| Clasificación Mundial 2014 \| 0 \| \| 10-06-2012 \| Montevideo \| Uruguay \| 4ː2 \| Perú \| Clasificación Mundial 2014 \| 0 \| \| 15-08-2012 \| San José \| Costa Rica \| 0ː1 \| Perú \| Amistoso \| 0 \| \| Total \| \| Presencias \| 41 \| \| Goles \| 1 \| |                   |             |           |            |                            |       |
| Fecha | Ciudad            | Local       | Resultado | Visitante  | Competencia                | Goles |
| 30-03-2003 | Santiago de Chile | Chile       | 2:0       | Perú       | Amistoso                   | 0     |
| 30-04-2003 | Lima              | Perú        | 0:1       | Paraguay   | Amistoso                   | 0     |
| 11-06-2003 | East Rutherford   | Ecuador     | 2:2       | Perú       | Amistoso                   | 0     |
| 26-06-2003 | Miami             | Perú        | 1:0       | Venezuela  | Amistoso                   | 0     |
| 02-07-2003 | San Francisco     | Perú        | 2:1       | Guatemala  | Amistoso                   | 0     |
| 20-08-2003 | East Rutherford   | México      | 1:3       | Perú       | Amistoso                   | 0     |
| 06-09-2003 | Lima              | Perú        | 4:1       | Paraguay   | Clasificación Mundial 2006 | 0     |
| 09-09-2003 | Santiago de Chile | Chile       | 2:1       | Perú       | Clasificación Mundial 2006 | 0     |
| 16-11-2003 | Lima              | Perú        | 1:1       | Brasil     | Clasificación Mundial 2006 | 0     |
| 19-11-2003 | Quito             | Ecuador     | 0:0       | Perú       | Clasificación Mundial 2006 | 0     |
| 18-02-2004 | Barcelona         | España      | 2:1       | Perú       | Amistoso                   | 0     |
| 31-03-2004 | Lima              | Perú        | 0:2       | Colombia   | Clasificación Mundial 2006 | 0     |
| 28-04-2004 | Antofagasta       | Chile       | 1:1       | Perú       | Amistoso                   | 0     |
| 01-06-2004 | Montevideo        | Uruguay     | 1:3       | Perú       | Clasificación Mundial 2006 | 0     |
| 30-06-2004 | East Rutherford   | Argentina   | 2:1       | Perú       | Amistoso                   | 0     |
| 04-09-2004 | Lima              | Perú        | 1:3       | Argentina  | Clasificación Mundial 2006 | 0     |
| 10-10-2004 | La Paz            | Bolivia     | 1:0       | Perú       | Clasificación Mundial 2006 | 0     |
| 13-10-2004 | Asunción          | Paraguay    | 1:1       | Perú       | Clasificación Mundial 2006 | 0     |
| 09-10-2005 | Buenos Aires      | Argentina   | 2:0       | Perú       | Clasificación Mundial 2006 | 0     |
| 12-10-2005 | Tacna             | Perú        | 4:1       | Bolivia    | Clasificación Mundial 2006 | 0     |
| 10-08-2006 | Lima              | Perú        | 0:2       | Panamá     | Amistoso                   | 0     |
| 03-06-2007 | Madrid            | Perú        | 2:1       | Ecuador    | Amistoso                   | 0     |
| 06-06-2007 | Barcelona         | Ecuador     | 2:0       | Perú       | Amistoso                   | 0     |
| 26-06-2007 | Mérida            | Perú        | 3:0       | Uruguay    | Copa América 2007          | 0     |
| 30-06-2007 | San Cristóbal     | Venezuela   | 2:0       | Perú       | Copa América 2007          | 0     |
| 03-07-2007 | Mérida            | Bolivia     | 2:2       | Perú       | Copa América 2007          | 0     |
| 08-07-2007 | Barquisimeto      | Argentina   | 4:0       | Perú       | Copa América 2007          | 0     |
| 13-10-2007 | Lima              | Perú        | 0:0       | Paraguay   | Clasificación Mundial 2010 | 0     |
| 16-10-2007 | Santiago de Chile | Chile       | 2:0       | Perú       | Clasificación Mundial 2010 | 0     |
| 06-02-2009 | Los Ángeles       | El Salvador | 1:0       | Perú       | Amistoso                   | 0     |
| 18-11-2009 | Miami Gardens     | Honduras    | 1:2       | Perú       | Amistoso                   | 0     |
| 04-09-2010 | Toronto           | Canadá      | 0:2       | Perú       | Amistoso                   | 0     |
| 07-09-2010 | Fort Lauderdale   | Jamaica     | 1:2       | Perú       | Amistoso                   | 0     |
| 12-10-2010 | Ciudad de Panamá  | Panamá      | 1:0       | Perú       | Amistoso                   | 0     |
| 08-10-2010 | Lima              | Perú        | 2:0       | Costa Rica | Amistoso                   | 0     |
| 21-03-2012 | Arica             | Chile       | 3ː1       | Perú       | Amistoso                   | 1     |
| 11-04-2012 | Tacna             | Perú        | 0ː3       | Chile      | Amistoso                   | 0     |
| 23-05-2012 | Lima              | Perú        | 1ː0       | Nigeria    | Amistoso                   | 0     |
| 03-06-2012 | Lima              | Perú        | 0ː1       | Colombia   | Clasificación Mundial 2014 | 0     |
| 10-06-2012 | Montevideo        | Uruguay     | 4ː2       | Perú       | Clasificación Mundial 2014 | 0     |
| 15-08-2012 | San José          | Costa Rica  | 0ː1       | Perú       | Amistoso                   | 0     |
| Total |                   | Presencias  | 41        |            | Goles                      | 1     |

### Resumen estadístico
| Competición           | Encuentros | Goles | Promedio |
| --------------------- | ---------- | ----- | -------- |
| Liga                  | 413        | 16    | 0,04     |
| Copas nacionales      | 15         | 1     | 0,07     |
| Copas internacionales | 44         | 1     | 0,02     |
| Selección del Perú    | 41         | 1     | 0,02     |
| Total                 | 513        | 19    | 0,04     |

## Palmarés

### Títulos nacionales
| Título                    | Club                      | País | Año  |
| ------------------------- | ------------------------- | ---- | ---- |
| Segunda División del Perú | América Cochahuayco       | Perú | 1999 |
| Torneo Apertura           | Universitario de Deportes | Perú | 2000 |
| Torneo Clausura           | Universitario de Deportes | Perú | 2000 |
| Primera División del Perú | Universitario de Deportes | Perú | 2000 |
| Torneo Apertura           | Universitario de Deportes | Perú | 2002 |
| Primera División del Perú | Universitario de Deportes | Perú | 2009 |
| Primera División del Perú | Universitario de Deportes | Perú | 2013 |
| Torneo Clausura           | F. B. C. Melgar           | Perú | 2015 |
| Primera División del Perú | F. B. C. Melgar           | Perú | 2015 |

### Distinciones individuales
| Distinción                                                                                            | Año  |
| --- | ---- |
| Incluido en el equipo ideal del Campeonato Descentralizado según el portal periodístico DeChalaca.com | 2009 |
| Mejor Defensa del Descentralizado                                                                     | 2010 |

## Situación penal
En abril de 2018 Galliquio fue acusado por su exesposa Karlha Gómez por maltrato psicológico y físico. Fue sentenciado y posteriormente recluido, sin embargo, fue nuevamente acusado en septiembre de 2019 por Gómez debido a amenazas de muerte por vía telefónica.